# Печеринка
Печери́нка (рос. Печере́нка) — річка в Україні, у Пулинському й Черняхівському районах Житомирської області. Права притока Кам'янки, притоки Тетерева (басейн Дніпра).

## Опис
Довжина 14 або 15 км, похил річки — 1,7 м/км, площа басейну 66,1 або 70,9 км². Річка впадає до Кам'янки за 20 км чи 21 км від її гирла.

## Розташування
Витоки річки знаходяться навколо села Юлянівка. Один з витоків/приток протікає через село Ясногірка. Річка тече переважно на схід через села Колодіївка та Щербини, після чого у селі Вільськ впадає в річку Кам'янку, притоку Тетерева.

## Притоки
У Списку рік Дніпровського басейна, виданому у 1913 році, згадується річка Старчанка, ліва притока Печеринки. Старчанка починалася між селом Бобичівка (нині Бабичівка) та хутором Будище Ясинського (нині село Будище) і текла переважно на схід на південний схід через села Старчанка (нині Ялинівка) та Поплавка, після чого впадала у Печеринку нижче Колодіївки.